# 沿滩镇
沿滩镇，是中华人民共和国四川省自贡市沿滩区下辖的一个乡镇级行政单位。2019年9月将瓦市镇田铺村、汪坝村、洪湾村、永发村、平安村、洪沟社区所属行政区域划归沿滩镇管辖，沿滩镇人民政府驻广场路26号。

## 行政区划
沿滩镇下辖以下地区：
升平街社区、开元路社区、革新村、飞跃村、跃进村、和平村、黄泥洞村、互助村、宜民村、团结村、人民村和詹井村。